# No Code of Conduct
No Code of Conduct (en español: Sin código de conducta) es un telefilme estadounidense dirigido por Bret Michaels, y difundido en 1998. Ha sido doblada al catalán. 
Los protagonistas son Charlie Sheen, y Martin Sheen como padre e hijo de una unidad de detectives anti-vicio, junto con Mark Dacascos que es la compañera de Charlie Sheen. La película fue estrenada directamente en vídeo en algunos países, incluyendo: Australia, Suecia, Japón, República Checa, Argentina, Brasil, Azerbaiyán, Rusia y Turquía. Bret Michaels es director, guionista, compositor, actor y productor ejecutivo. Charlie Sheen hace de actor, guionista y productor ejecutivo.

## Argumento
La policía se enfrenta a una banda de narcotraficantes que preparan una entrega importante. La operación se desbarata, pero el hecho tiene consecuencias no previstas en las vidas de los agentes encargados del caso. 

## Reparto
- Charlie Sheen: Jake Peterson
- Martin Sheen: Bill Peterson
- Mark Dacascos: Paul DeLucca
- Paul Gleason: John Bagwell
- Joe Lando: Willdog
- Tina Nguyen: Shi
- Joe Estevez: Pappy
- Meredith Salenga: Rebecca Peterson (acreditada como Meredith Salinger)
- Courtney Ganancias: Cameron
- Ron Masaki: Julian disant